# 兴化东站
兴化东站，位于江苏省泰州市兴化市，是建设中的盐泰锡常宜城际铁路的一座车站，距离兴化市区约7公里。目前仍在建设中。
该站同时也是规划中的淮兴泰城际铁路上的车站。

## 历史
兴化东站随着盐泰锡常宜城际铁路的开工而开始建设，该站位于兴化市区以东7公里处，紧邻兴化市中医院。
2024年12月，兴化东站正式动工建设，工期5.5年。